# Довгай
Довгай — річка  в Україні, у Тальнівському  районі Черкаської області, права притока Синюхи  (басейн Південного Бугу).

## Опис
Довжина річки 11 км, похил річки — 5,5 м/км. Площа басейну 40,5 км².

## Розташування
Бере початок у селі Павлівка Перша. Тече переважно на південний схід через Нову Павлівку і на північному заході від Чеснопіля впадає у річку Синюху, ліву притоку Південного Бугу. 